# Torgil Melin
Per Torgil Hjalmar Melin, född 30 juni 1939 i Lund, är en svensk jurist som var lagman i Hallsbergs tingsrätt från 1989 till 1993.
Melin blev juris kandidat vid Stockholms universitet 1966 och genomförde tingstjänstgöring 1966–1968 innan han var fiskal vid Svea hovrätt 1969. Han tjänstgjorde på Jordbruksdepartementet 1975-1977, sekreterare i två statliga utredningar 1977-1980. Han var rådman i Nacka tingsrätt 1980-1987, hovrättsråd i Svea hovrätt 1987-1989, lagman i Hallsbergs tingsrätt 1989-1993, rådman i Huddinge tingsrätt 1994-1997 och i Stockholms tingsrätt från 1997.
Melin var son till kyrkoherde Carl Melin och han maka Elisabeth, född Melin. Han var gift från 1971 med Maud, född Carlsson 1938.